# Иликовская дорога
Иликовская доро́га — дорога в городе Ломоносове Петродворцового района Санкт-Петербурга. Юридически проходит от Новой дороги до Кольцевой автомобильной дороги, фактически — от Сойкинской дороги.

## История

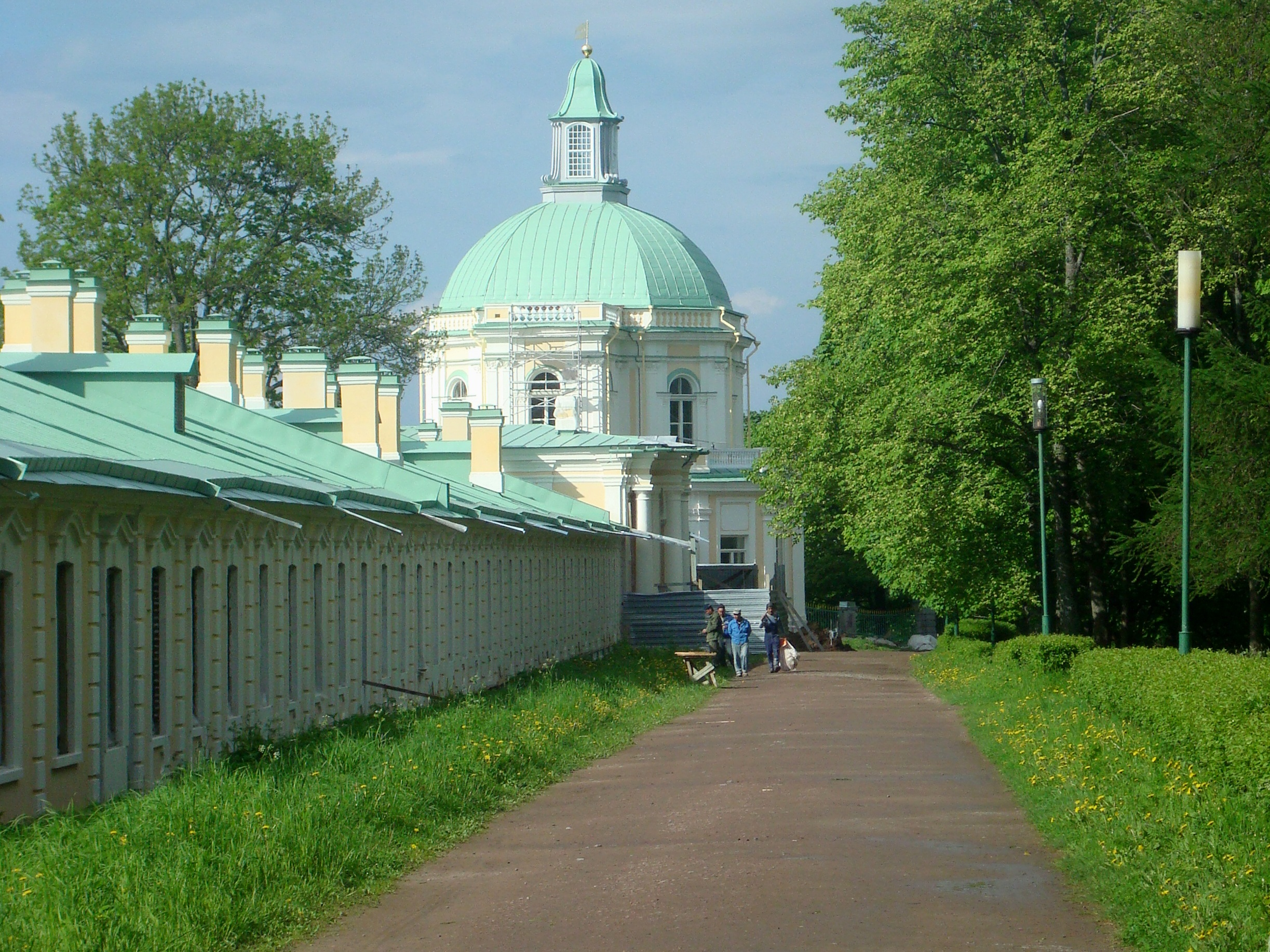
Иликовская перспектива у Большого Меншиковского дворца

Участок от Сойкинской дороги до границы города со второй половины XVIII века до 1869 года входил в состав дороги на Илики (см. Иликовский проспект). Современное название — Иликовская дорога — появилось во второй половине XIX века и происходит от наименования деревень Малые и Большие Илики, через которые она проходила. Дорога представляет собой продолжение Иликовской перспективы, проходящей в Верхнем парке.
30 января 2013 года была уточнена граница Иликовской дороги: если до этого она юридически завершалась границей Санкт-Петербурга (хотя фактически до неё не доходила), то теперь стала заканчиваться Кольцевой автодорогой.
На Иликовской дороге находится кладбище «Илики» (дом 2). Собственно, сейчас единственное назначение дороги — путь на это кладбище.